# Thomas Palackal
Thomas Palackal Malpan CMI (Malayalam പാലയ്ക്കൽ തോമ്മാ മൽപാൻ, * 1780 in Pallippuram bei Alleppey, Kerala, Indien; † 16. Januar 1841 ebenda) war ein indischer syro-malabarischer Geistlicher und Ordensgründer.

## Leben
Er empfing 1804 die Priesterweihe. 1809 eröffnete er ein Kleines Seminar, wo Anwärter auf das Priesteramt ausgebildet wurden; als Vorsteher des Seminars trug er den Titel Malpan (von altsyrisch malpānā ‚Erzpriester‘). Ferner war er Sekretär und Berater des Apostolischen Vikars von Verapoly, Bischof Raymund Roviglia OCD. Im Auftrag von Bischof Roviglia bereiste er alle syro-malabarischen Pfarreien und reformierte ihr Gemeindeleben. Ferner betrieb er die Gründung einer einheimischen Ordensgemeinschaft und eines Priesterseminars. Um diese Ziele zu erreichen, arbeitete er mit dem Priester Thomas Porukara zusammen. Ein weiterer Mitarbeiter war sein Schüler Kuriakose Elias Chavara. Gemeinsam gründeten sie am 11. Mai 1831 auf dem Berg Mannanam im Bundesstaat Kerala das erste Kloster der Carmelites of Mary Immaculate. Hier entstand 1832 auch ein Priesterseminar, in dem Welt- und Ordenspriester ausgebildet werden.
Thomas Palackal Malpan starb in Pallipuram und wurde in der dortigen Kirche beigesetzt.